# 1853 en littérature
| Années de la littérature : 1850 - 1851 - 1852 - 1853 - 1854 - 1855 - 1856    |
| Décennies de la littérature : 1820 - 1830 - 1840 - 1850 - 1860 - 1870 - 1880 |

Cet article présente les faits marquants de l'année 1853 en littérature.

## Événements
- Les éditeurs Louis Hachette et Michel Lévy font tomber le prix moyen du livre de fiction à 1 franc entre 1853 et 1855.
- Le 25 août, Gérard de Nerval est conduit à l'hôpital de la Charité et, deux jours plus tard, chez le docteur Émile Blanche.
- Herzen fonde une imprimerie russe à Londres pour porter la voix non censurée de la Russie libre.

## Essais
- Histoire de la Révolution française, de Jules Michelet (1847-1853).
- Histoire des réfugiés protestants de France depuis la révocation de l'édit de Nantes jusqu'à nos jours de Charles Weiss (2 vol. in-12), chez Charpentier, Paris
- Première édition partielle de l'Essai sur l'inégalité des races humaines d'Arthur de Gobineau, qui est édité en entier en 1855.
- Cenni biografici del maestro di musica Giuseppe Verdi, première biographie de Giuseppe Verdi est rédigée par Giuseppe Demaldè.
- F. de Saulcy, Voyage autour de la mer Morte et dans les terres bibliques, Paris, éd. Gide et J. Baudry
- Publication du premier volume de Geschichte der Juden (Histoire des Juifs) de Heinrich Graetz ; dix volumes suivront jusqu'à l'achèvement de l'œvre en 1875.
- Adrien Phillippe, Histoire des apothicaires chez les principaux peuples du monde, Direction de Publ. Médicale, Paris

## Nouvelles
- Le 15 août, parution de Sylvie de Gérard de Nerval dans la Revue des deux Mondes.

## Poésie
- Victor Hugo, Les Châtiments, recueil de vers contre Napoléon III circule en contrebande en France.
- Seconde édition d'Émaux et Camées de Théophile Gautier, augmentée de deux poèmes :  Les Néréides et Les accroche-cœurs.

## Romans
- Charlotte Brontë, Villette
- Alexandre Dumas, Joseph Balsamo et La Comtesse de Charny
- Abraham Mapu, Ahavat Tsion (l'Amour de Sion), premier roman en hébreu.
- Melville, Première parution de Bartleby, nouvelle
- Giovanni Ruffini, Lorenzo Benoni, ovvero Pagine della vita di un Italiano
- George Sand, Juillet : Les Maîtres sonneurs

## Théâtre
- Ne t'assieds point dans le traîneau d'autrui, d'Alexandre Ostrovski.

## Principales naissances
- 28 décembre : Inglês de Sousa, romancier naturaliste brésilien (décédé le 6 septembre 1918)
- Georges Price, romancier français (décédé en 1922)